# Horodnîțea, Novohrad-Volînskîi
Horodnîțea (în ucraineană Городниця) este o așezare de tip urban din raionul Novohrad-Volînskîi, regiunea Jîtomîr, Ucraina. În afara localității principale, nu cuprinde și alte sate.

## Demografie
Componența lingvistică a așezării de tip urban Horodnîțea
     Ucraineană (97,98%)
     Rusă (1,82%)
     Alte limbi (0,12%)
Conform recensământului din 2001, majoritatea populației așezării de tip urban Horodnîțea era vorbitoare de ucraineană (97,98%), existând în minoritate și vorbitori de rusă (1,82%).